# صاصل أناضولي
صاصل أناضولي (الاسم العلمي: Ornithogalum anatolicum) هو نوع نباتي يتبع جنس الصاصل من فصيلة الهليونية.